# Батрак Дмитро Денисович
Дмитро́ Дени́сович Батрак (5 травня 2000 — 6 травня 2022) — лейтенант Збройних сил України, учасник російсько-української війни, що загинув у ході російського вторгнення в Україну у 2022 році.

## Життєпис
Дмитро Батрак народився 5 травня 2000 року в Запоріжжі. Після закінчення 9 класів навчально-виховного комплексу «Запорозька Січ» у 2015 році вступив до Запорізького обласного ліцею «Захисник» із посиленою військово-спортивною підготовкою. На той час його дід Віктор Батрак брав участь в АТО на сході України, тому хлопець вирішив присвятити себе військовій справі.
Ще зі школи займався українським рукопашом «Спас» — повноконтактним видом бойового мистецтва. Навчався в Одеській Академії сухопутних військ, яку закінчив восени 2021 року, також, як і заклади загальної середньої освіти, із відмінними показниками. У другому семестрі 2019/2020 навчального року йому призначили академічну стипендію Кабінету Міністрів України.
З початком повномасштабного російського вторгнення в Україну перебував на передовій у Сумах. Потім опинився у Запорізькій області. Обіймав військову посаду командира третього десантно-штурмового взводу першої десантно-штурмової роти військової частини А1493 (5-ї батальйонної тактичної групи) 81-ї окремої аеромобільної бригади.
Дмитро Батрак загинув 6 травня 2022 року, відбиваючи атаку ворогів, які намагалися захопити село Малинівку, поблизу міста Гуляйполе у нинішньому Пологівському районі Запорізької області.
Чин прощання відбувся 10 травня 2022 року в Запоріжжі. Траурна панахида проходила в храмі Преображення Господнього Православної Церкви України, що у Хортицькому районі міста. Лейтенанта Дмитра Батрака з військовими почестями поховали на запорізькому цвинтарі Святого Миколая.

## Родина
У загиблого залишилися мати, молодша сестра та наречена.

## Нагороди
- Орден «За мужність» III ступеня (2022, посмертно) — за особисту мужність і самовіддані дії, виявлені у захисті державного суверенітету та територіальної цілісності України, вірність військовій присязі[4].